# (73077) 2002 GT4
(73077) 2002 GT4 – planetoida z pasa głównego asteroid okrążająca Słońce w ciągu 2,72 lat w średniej odległości 1,95 j.a. Odkryta 10 kwietnia 2002 roku.